# Eredivisie 2022/23 (mannenvoetbal)/Transfers winter
Dit is een lijst van transfers uit de Nederlandse Eredivisie in de winter van het seizoen 2022/23. Hierin staan alleen transfers die clubs uit de Eredivisie hebben voltooid.
De transferperiode duurde van 3 januari 2023 tot 31 januari 2023. Deals mogen op elk moment van het jaar gesloten worden, maar de transfers zelf mogen pas in de transferperiodes plaatsvinden. Er kunnen ook uitgaande deals buiten een transferperiode plaatsvinden, omdat in sommige landen een andere transferperiode wordt gehanteerd. Transfervrije spelers (spelers zonder club) mogen op elk moment van het jaar gecontracteerd worden.
| Speler                    | Nationaliteit    | Oude club               | Nieuwe club             | Extra           |
| ------------------------- | ---------------- | ----------------------- | ----------------------- | --------------- |
| Patrick van Aanholt       | Nederland        | Galatasaray SK          | PSV                     | Gehuurd         |
| Mohamed Akharaz           | Marokko          | FC Utrecht              | ADO Den Haag            | Gehuurd         |
| Pedro Alemañ              | Spanje           | Valencia CF             | Sparta Rotterdam        | Transfervrij    |
| Soulyman Allouch          | Nederland        | AZ                      | VVV-Venlo               | Onbekend bedrag |
| Pelle van Amersfoort      | Nederland        | Zonder club             | sc Heerenveen           | Transfervrij    |
| Oliver Antman             | Finland          | FC Nordsjælland         | FC Groningen            | Gehuurd         |
| Jeremy Antonisse          | Curaçao          | PSV                     | FC Emmen                | Gehuurd         |
| Tobias Augustinus-Jensen  | Denemarken       | Odense BK               | FC Utrecht              | Onbekend bedrag |
| Nikolai Baden Frederiksen | Denemarken       | Vitesse                 | Ferencváros             | Gehuurd         |
| Justin Bakker             | Nederland        | Go Ahead Eagles         | KuPS                    | Onbekend bedrag |
| Aliou Baldé               | Senegal          | FC Dordrecht            | Feyenoord               | Was gehuurd     |
| Aliou Baldé               | Senegal          | Feyenoord               | FC Lausanne-Sport       | € 1.000.000     |
| Cole Bassett              | Verenigde Staten | Fortuna Sittard         | Colorado Rapids         | Was gehuurd     |
| Mads Bech Sørensen        | Denemarken       | Brentford FC            | FC Groningen            | Gehuurd         |
| Ian Beelen                | Nederland        | sc Heerenveen           | ADO '20                 | Transfervrij    |
| Martijn Berden            | Nederland        | Go Ahead Eagles         | VVV-Venlo               | Gehuurd         |
| Vicente Besuijen          | Nederland        | Aberdeen FC             | Excelsior               | Gehuurd         |
| Milan Bikhan              | Nederland        | Almere City FC          | SC Cambuur              | Transfervrij    |
| Kristijan Bistrović       | Kroatië          | CSKA Moskou             | Fortuna Sittard         | Gehuurd         |
| Fredrik Bjørkan           | Noorwegen        | Feyenoord               | Hertha BSC              | Was gehuurd     |
| Daley Blind               | Nederland        | AFC Ajax                | Bayern München          | Transfervrij    |
| Tom Boere                 | Nederland        | SC Cambuur              | NAC Breda               | Onbekend bedrag |
| Bruma                     | Portugal         | Fenerbahçe SK           | PSV                     | Was gehuurd     |
| Bruma                     | Portugal         | PSV                     | Fenerbahçe SK           | € 4.250.000     |
| Jeffrey Bruma             | Nederland        | Kasımpaşa SK            | sc Heerenveen           | Transfervrij    |
| Thomas Buitink            | Nederland        | Vitesse                 | Fortuna Sittard         | Gehuurd         |
| Gianmarco Cangiano        | Italië           | Bologna FC              | Fortuna Sittard         | Gehuurd         |
| Luciano Carty             | Nederland        | FC Emmen                | APEA Akrotiri           | Transfervrij    |
| Matěj Chaluš              | Tsjechië         | Malmö FF                | FC Groningen            | Gehuurd         |
| Jonas Clein               | Nederland        | N.E.C.                  | TOP Oss                 | Gehuurd         |
| Oussama Darfalou          | Algerije         | Maghreb Fez             | FC Emmen                | Transfervrij    |
| Anthony Descotte          | België           | RSC Charleroi           | FC Utrecht              | Gehuurd         |
| Kian Donkers              | Nieuw-Zeeland    | Cashmere Technical      | N.E.C.                  | Onbekend bedrag |
| Mikkel Duelund            | Denemarken       | N.E.C.                  | Dynamo Kiev             | Was gehuurd     |
| Remi van Ekeris           | Nederland        | FC Emmen                | FC Lisse                | Transfervrij    |
| Mario Engels              | Duitsland        | Sparta Rotterdam        | Tokyo Verdy             | Transfervrij    |
| Luca Everink              | Nederland        | FC Twente               | Zonder club             | Transfervrij    |
| Håkon Evjen               | Noorwegen        | AZ                      | Brøndby IF              | € 2.200.000     |
| Joaquín Fernández         | Uruguay          | CA Atenas               | sc Heerenveen           | Was gehuurd     |
| Joaquín Fernández         | Uruguay          | sc Heerenveen           | Boston River            | Transfervrij    |
| Navarone Foor             | Nederland        | Riga FC                 | SC Cambuur              | Transfervrij    |
| Cody Gakpo                | Nederland        | PSV                     | Liverpool FC            | € 42.000.000    |
| Jesse Giebels             | Nederland        | PSV                     | FC Eindhoven            | Transfervrij    |
| Marco van Ginkel          | Nederland        | PSV                     | Vitesse                 | Onbekend bedrag |
| Giovanni                  | Brazilië         | AFC Ajax                | Fluminense              | Transfervrij    |
| Mika Godts                | België           | KRC Genk                | AFC Ajax                | € 1.000.000     |
| Jay Gorter                | Nederland        | AFC Ajax                | Aberdeen FC             | Gehuurd         |
| Thorgan Hazard            | België           | Borussia Dortmund       | PSV                     | Gehuurd         |
| Jasper ter Heide          | Nederland        | SC Cambuur              | Zonder club             | Transfervrij    |
| Kjeld van den Hoek        | Nederland        | FC Utrecht              | Sparta Rotterdam        | Onbekend bedrag |
| Jan Hoekstra              | Nederland        | FC Groningen            | PEC Zwolle              | Gehuurd         |
| Ki-Jana Hoever            | Nederland        | PSV                     | Wolverhampton Wanderers | Was gehuurd     |
| Johan Hove                | Noorwegen        | Strømsgodset IF         | FC Groningen            | € 1.030.000     |
| Mohamed Ihattaren         | Nederland        | AFC Ajax                | Juventus FC             | Was gehuurd     |
| Nicolas Isimat-Mirin      | Frankrijk        | Sporting Kansas City    | Vitesse                 | Transfervrij    |
| Victor Jensen             | Denemarken       | Rosenborg BK            | AFC Ajax                | Was gehuurd     |
| Victor Jensen             | Denemarken       | AFC Ajax                | FC Utrecht              | Onbekend bedrag |
| Bjørn Maars Johnsen       | Noorwegen        | CF Montréal             | SC Cambuur              | Transfervrij    |
| Daniel Karlsbakk          | Noorwegen        | Viking FK               | sc Heerenveen           | € 2.500.000     |
| Neraysho Kasanwirjo       | Nederland        | FC Groningen            | Feyenoord               | € 2.000.000     |
| Ellery Klaris             | Nederland        | Sparta Rotterdam        | VV Zwaluwen             | Transfervrij    |
| Lorenzo van Kleef         | Nederland        | Sparta Rotterdam        | SVV Scheveningen        | Transfervrij    |
| Flip Klomp                | Nederland        | VCU Rams                | FC Volendam             | Transfervrij    |
| Peer Koopmeiners          | Nederland        | AZ                      | Excelsior               | Gehuurd         |
| Mees Kreekels             | Nederland        | PSV                     | Helmond Sport           | Onbekend bedrag |
| Djevencio van der Kust    | Suriname         | FC Utrecht              | Houston Dynamo          | Gehuurd         |
| Robin Lathouwers          | Nederland        | AZ                      | VVV-Venlo               | Onbekend bedrag |
| Richard Ledezma           | Verenigde Staten | PSV                     | New York City FC        | Gehuurd         |
| Thijs van Leeuwen         | Nederland        | FC Twente               | TOP Oss                 | Transfervrij    |
| Chris Lokesa              | België           | RSC Anderlecht          | RKC Waalwijk            | Onbekend bedrag |
| Jason Lokilo              | België           | Sparta Rotterdam        | Istanbulspor            | Gehuurd         |
| Daan Maas                 | Nederland        | N.E.C.                  | TOP Oss                 | Gehuurd         |
| Achraf Madi               | Nederland        | Sparta Rotterdam        | Telstar                 | Onbekend bedrag |
| Noni Madueke              | Engeland         | PSV                     | Chelsea FC              | € 35.000.000    |
| Lisandro Magallán         | Argentinië       | AFC Ajax                | Elche CF                | Transfervrij    |
| Mimoun Mahi               | Marokko          | FC Utrecht              | SC Cambuur              | Gehuurd         |
| Elvis Manu                | Nederland        | Botev Plovdiv           | FC Groningen            | Gehuurd         |
| Philipp Max               | Duitsland        | PSV                     | Eintracht Frankfurt     | Gehuurd         |
| Rick Meissen              | Nederland        | FC Utrecht              | Sparta Rotterdam        | Onbekend bedrag |
| Elias Melkersen           | Noorwegen        | Hibernian FC            | Sparta Rotterdam        | Gehuurd         |
| Djordje Mihailovic        | Verenigde Staten | CF Montréal             | AZ                      | € 3.000.000     |
| Sven Mijnans              | Nederland        | Sparta Rotterdam        | AZ                      | € 2.500.000     |
| Anthony Musaba            | Nederland        | AS Monaco               | N.E.C.                  | Gehuurd         |
| Richie Musaba             | Nederland        | TOP Oss                 | Fortuna Sittard         | Was gehuurd     |
| Noah Naujoks              | Nederland        | Feyenoord               | Excelsior               | Onbekend bedrag |
| Cyril Ngonge              | België           | FC Groningen            | Hellas Verona           | Onbekend bedrag |
| Tyro Nimmermeer           | Nederland        | N.E.C.                  | APEA Akrotiri           | Transfervrij    |
| Ché Nunnely               | Nederland        | Zonder club             | sc Heerenveen           | Transfervrij    |
| Lucas Ocampos             | Argentinië       | AFC Ajax                | Sevilla FC              | Was gehuurd     |
| Fredrik Oppegård          | Noorwegen        | PSV                     | Go Ahead Eagles         | Gehuurd         |
| Dominik Oroz              | Kroatië          | Sturm Graz              | Vitesse                 | Was gehuurd     |
| Fernando Pacheco          | Peru             | FC Emmen                | Sporting Cristal        | Was gehuurd     |
| Vasilios Pavlidis         | Griekenland      | AZ                      | TOP Oss                 | Gehuurd         |
| Maxim van Peer            | Nederland        | VVV-Venlo               | N.E.C.                  | Transfervrij    |
| Kik Pierie                | Nederland        | AFC Ajax                | Excelsior               | Gehuurd         |
| Davy Pröpper              | Nederland        | Zonder club             | Vitesse                 | Transfervrij    |
| Stipe Radić               | Kroatië          | Zonder club             | Fortuna Sittard         | Transfervrij    |
| Daishawn Redan            | Suriname         | FC Utrecht              | Hertha BSC              | Was gehuurd     |
| Omar Rekik                | Tunesië          | Sparta Rotterdam        | Arsenal FC              | Was gehuurd     |
| Ben Rienstra              | Nederland        | Zonder club             | SC Cambuur              | Transfervrij    |
| Gerónimo Rulli            | Argentinië       | Villarreal CF           | AFC Ajax                | € 8.000.000     |
| Danilio Ruperti           | Nederland        | Zonder club             | Fortuna Sittard         | Transfervrij    |
| Mathew Ryan               | Australië        | FC Kopenhagen           | AZ                      | € 500.000       |
| Osame Sahraoui            | Noorwegen        | Vålerenga IF            | sc Heerenveen           | € 1.700.000     |
| Alfons Sampsted           | IJsland          | FK Bodø/Glimt           | FC Twente               | Transfervrij    |
| Amin Sarr                 | Zweden           | sc Heerenveen           | Olympique Lyonnais      | € 11.000.000    |
| Darío Serra               | Spanje           | Valencia CF             | Go Ahead Eagles         | Gehuurd         |
| Mats Seuntjens            | Nederland        | Fortuna Sittard         | RKC Waalwijk            | Transfervrij    |
| Aimar Sher                | Zweden           | Spezia Calcio           | FC Groningen            | Gehuurd         |
| Fábio Silva               | Portugal         | Wolverhampton Wanderers | PSV                     | Gehuurd         |
| Florent Da Silva          | Frankrijk        | Olympique Lyonnais      | FC Volendam             | Gehuurd         |
| Vasilios Sourlis          | Griekenland      | Fortuna Sittard         | Olympiakos Piraeus      | Was gehuurd     |
| Casper Staring            | Nederland        | FC Twente               | NAC Breda               | Onbekend bedrag |
| Noah Stassin              | België           | sc Heerenveen           | Empoli FC               | Onbekend bedrag |
| Roy Steur                 | Nederland        | Bayer 04 Leverkusen     | PSV                     | € 100.000       |
| Marin Šverko              | Kroatië          | FC Groningen            | Venezia FC              | Gehuurd         |
| Moussa Sylla              | Frankrijk        | FC Utrecht              | SM Caen                 | Transfervrij    |
| Tidjany Touré             | Frankrijk        | Feyenoord               | FC Dordrecht            | Gehuurd         |
| Christos Tzolis           | Griekenland      | FC Twente               | Norwich City FC         | Was gehuurd     |
| Yorbe Vertessen           | België           | PSV                     | Union Sint-Gillis       | Gehuurd         |
| Peter Vindahl Jensen      | Denemarken       | AZ                      | 1. FC Nürnberg          | Gehuurd         |
| Dennis Vos                | Nederland        | PSV                     | FC Emmen                | Onbekend bedrag |
| Mike te Wierik            | Nederland        | FC Groningen            | FC Emmen                | Transfervrij    |
| Arthur Zagre              | Frankrijk        | FC Utrecht              | AS Monaco               | Was gehuurd     |
| Arthur Zagre              | Frankrijk        | AS Monaco               | Excelsior               | Gehuurd         |
| Morgan Zouan              | Nederland        | N.E.C.                  | TOP Oss                 | Gehuurd         |

2007/08 (zomer · winter) · 
2008/09 (zomer · winter) · 
2009/10 (zomer · winter) · 
2010/11 (zomer · winter) · 
2011/12 (zomer · winter) · 
2012/13 (zomer · winter) · 
2013/14 (zomer · winter) · 
2014/15 (zomer · winter) · 
2015/16 (zomer · winter) · 
2016/17 (zomer · winter) ·
2017/18 (zomer · winter) ·
2018/19 (zomer · winter) ·
2019/20 (zomer · winter) ·
2020/21 (zomer · winter) ·
2021/22 (zomer · winter) ·
2022/23 (zomer · winter) ·
2023/24 (zomer · winter) ·
2024/25 (zomer · winter) ·